# NGC 798
NGC 798 (други обозначения – UGC 1539, MCG 5-5-48, ZWG 503.78, PGC 7823) е елиптична галактика (E) в съзвездието Триъгълник.
Обектът присъства в оригиналната редакция на „Нов общ каталог“.